# ピコス・デ・エウロパ

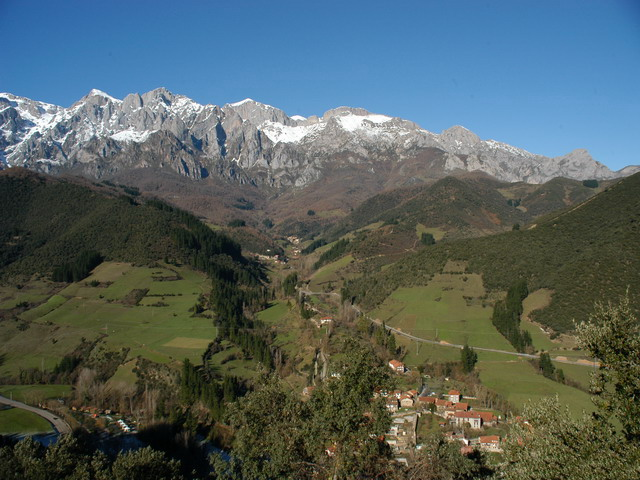
ピコスの山麓にあるトゥリエノ村

ピコス・デ・エウロパ （Picos de Europa）は、スペイン北岸から20km内陸にある連山の名称。「ヨーロッパの頂、峰々」を意味する。アストゥリアス州、カンタブリア州、カスティーリャ・イ・レオン州に接し、カンタブリア山脈の一部となっている。日本ではエウロパ山と表記されることも多いが、単独の山ではない。名前の由来は、アメリカ大陸からヨーロッパへやってきた船が初めて目にするヨーロッパの光景がこの連山であったから、という説が広く受け入れられている。

## 地理
連山は3つの断層地塊からなる。中央、東部、西部（ピコス・デ・コルニオンと呼ばれる）。中央と西部の地塊は、1,5kmの深さがあるカレス川渓谷によって分けられ、渓谷の先端にはカイン村がある。カレス川の水はほとんど洞窟からわき出ている。カレス川の水の一部は水力発電に転換され、カマルメーニャへ向かう峡谷の北壁を走る運河を通っている。運河に次いで通行可能な細道は、壮大な歩みが用意されている。
ほぼ全ての岩は石灰岩で、氷河の動きが極端に印象的な高山性カルストを創り出すのに貢献した。最高峰は、2648mのトーレ・デ・セレードで、位置は北緯43度11分51秒 西経4度51分06秒 / 北緯43.19750度 西経4.85167度である。その他の峰峰は2400m以上ある。一帯は登山家や山歩きをする人らに人気がある。よく整備された山小屋のネットワークがある。その他の有名な山としてナランホ・デ・ブルネスがある。

## 自然
カンタブリアチャイログマ、スペインオオヤマネコ、ハイイロオオカミ、が隔絶された一帯に生息する。シャモアの一種カンタブリアシャモア（レベッコ、Rupicapra pyrenaica parva）がかなり頻繁に目撃される（2006年のスペイン環境省の調査によると、8,000頭前後が同年いた）。ベニハシガラス属とノスリは一般的で、国立公園内では多様なチョウが生息する。
ピコス・デ・エウロパ一帯のほとんどが、現在単独でピコス・デ・エウロパ国立公園となっている（カンタブリア州、アストゥリアス州、レオン県にまたがる）。アストゥリアス州の部分は、スペイン最初の国立公園であり、2003年にユネスコの生物圏保護区にも指定された。アクセスは、3つの断層地塊へ通じる地方道を経由し北から、南のフエンテ・デーにある索道から、カレス川渓谷の先端にあるカイン村から、それぞれ可能である。 

## 洞窟
ピコス・デ・エウロパには多くのスペイン最深の洞窟が含まれている。トルカ・デル・セロ（1589m）、シーマ・デ・ラ・コルニサ（1507m）、トルカ・ロス・レベコス（1255m）、ポソ・デル・マデウノ（1252m）である。新たな洞窟の探索と探険は今も続いている。

## 美食
ピコス・デ・エウロパは、急速に減少している羊飼いを支えている。彼らは夏に谷からヒツジ、ヤギ、ウシ、時にはブタを連れて移動する。一帯では、伝統的に洞窟内で熟成されるぴりっとした味のブルーチーズ、ケソ・デ・カブラーレスで名高い。

## ギャラリー

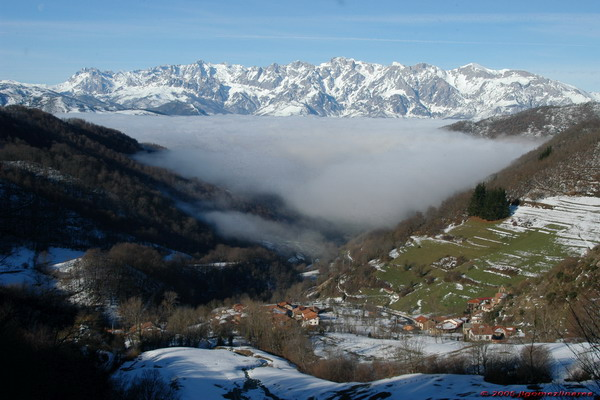
カンタブリア州のリエーバナから見たラメード峰
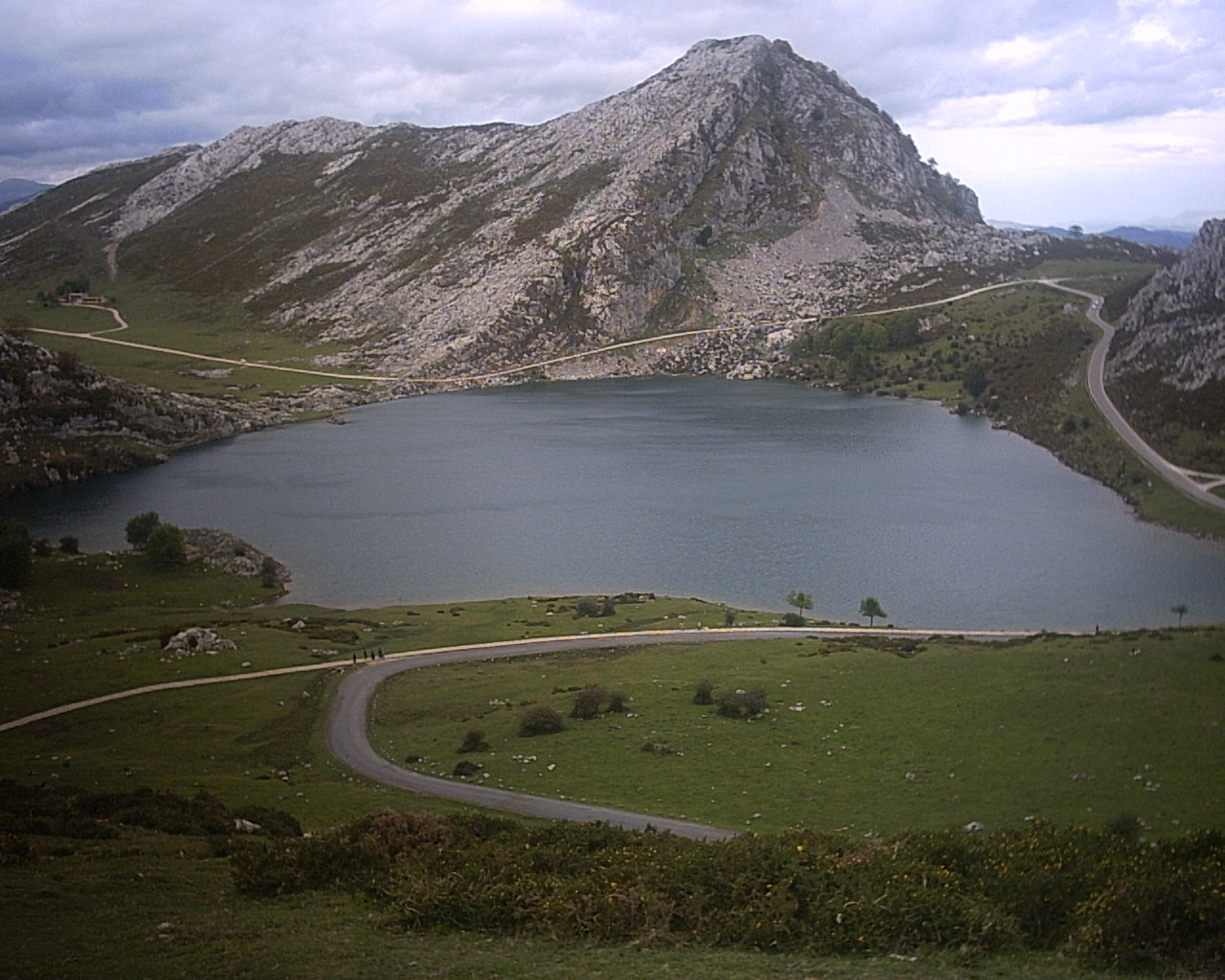
アストゥリアス州にあるエノル湖
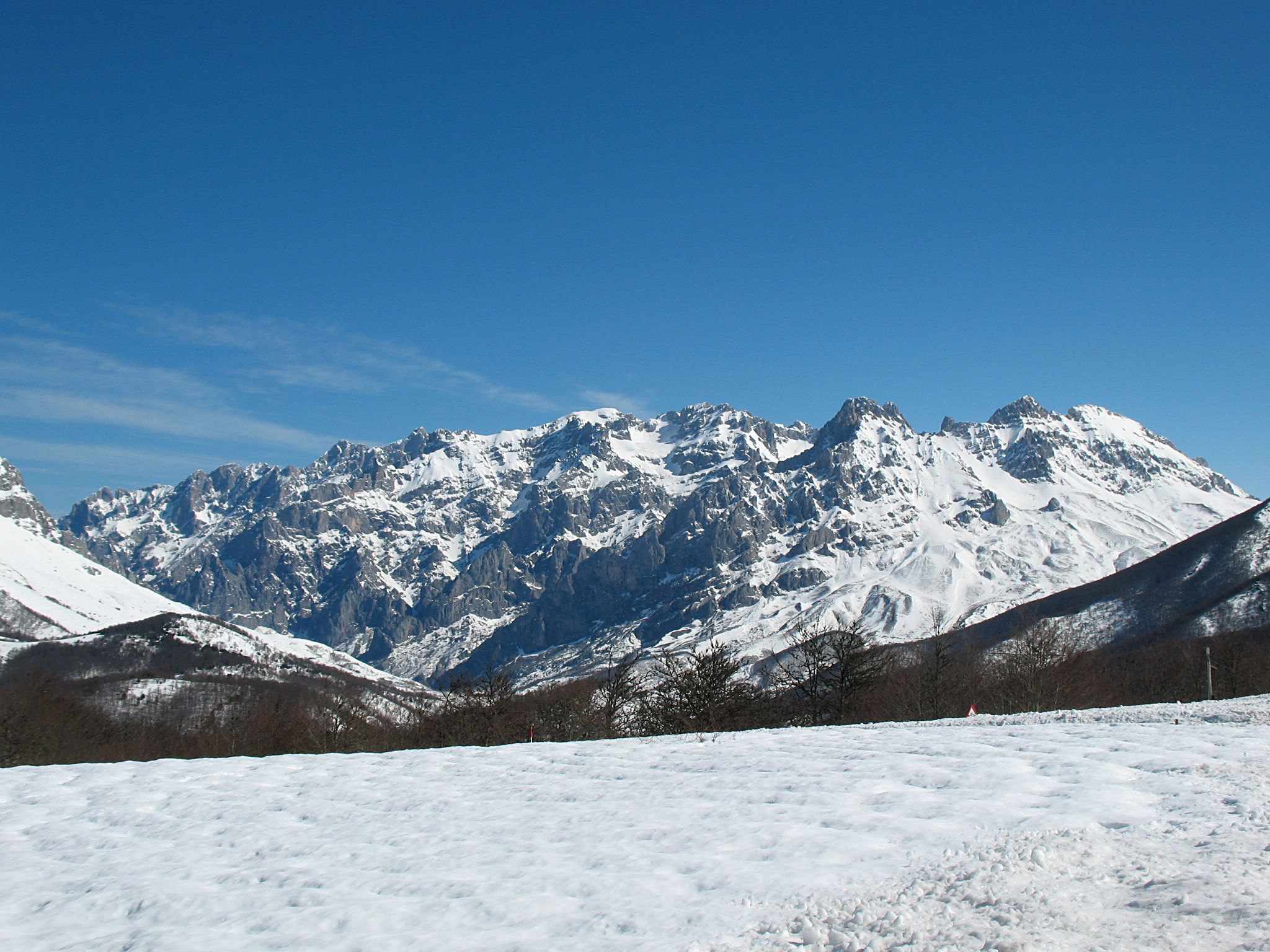
冬季のピコス・デ・エウロパ
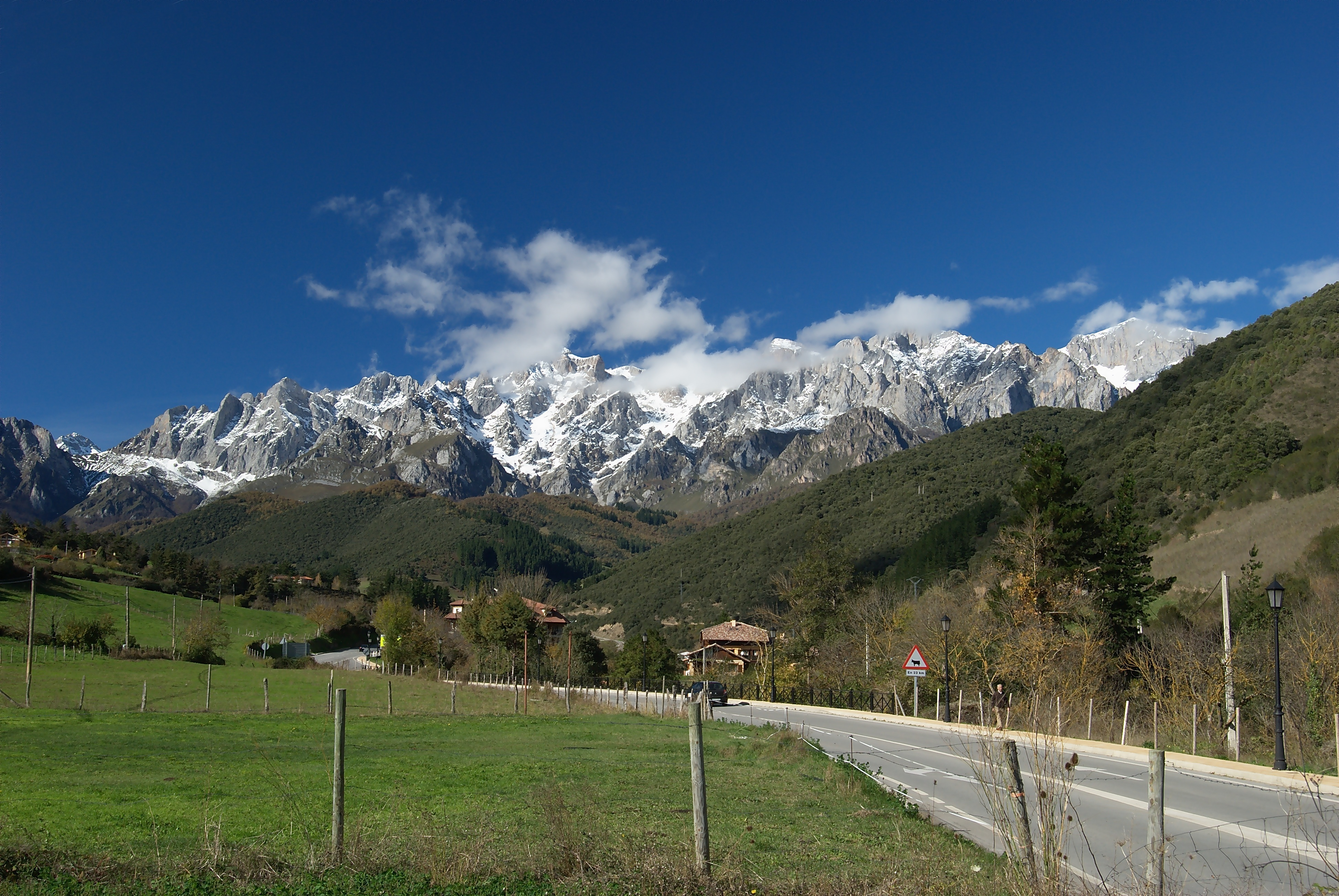
南東から見たピコス・デ・エウロパ
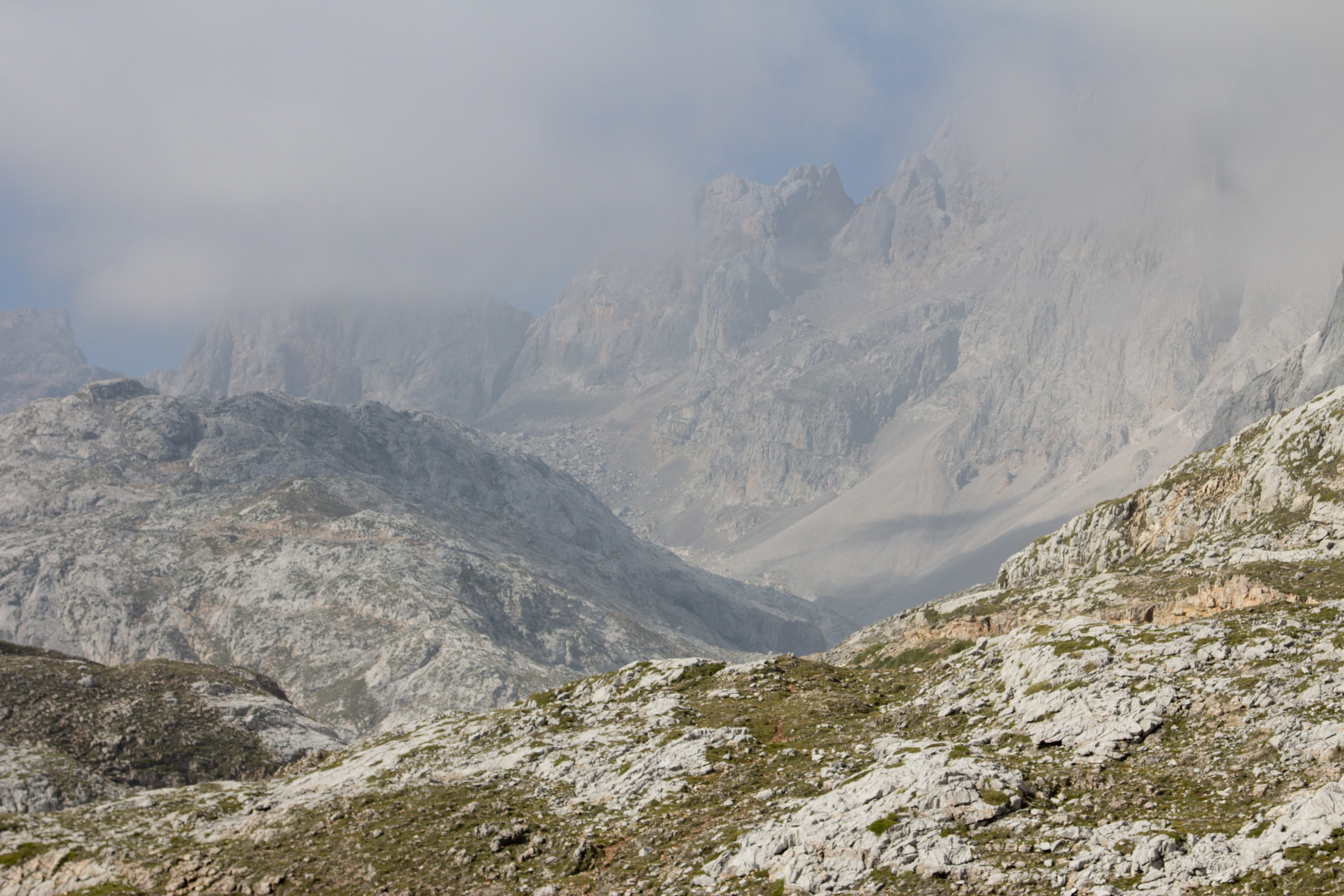
ガスがかかったピコス・デ・エウロパ
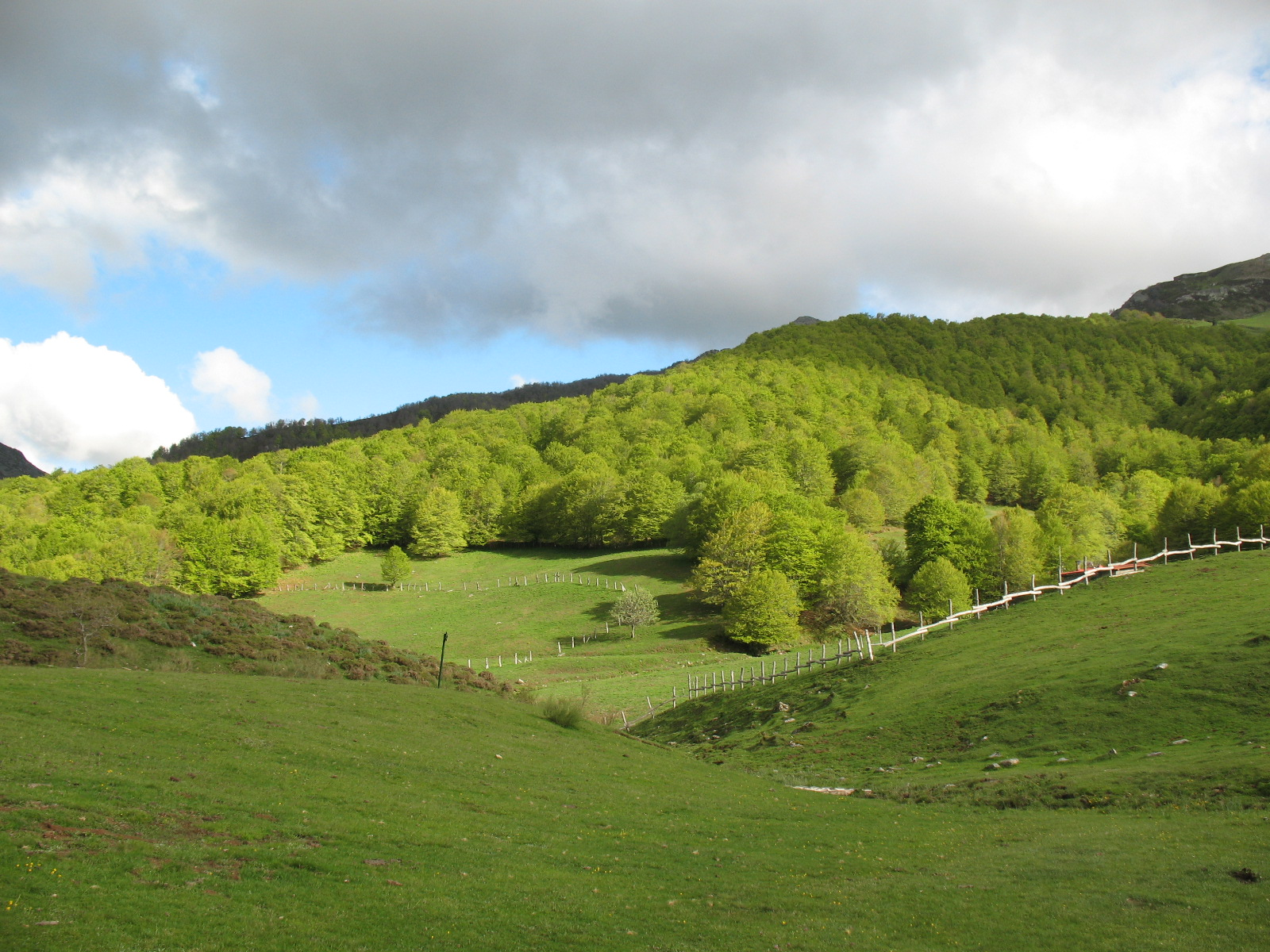
西麓にある照葉樹の森林